# Walter Haag
Walter Haag (né le 14 février 1898 à Berlin, mort le 20 avril 1978 à Göttingen) est un chef décorateur allemand.

## Biographie
Haag étudie à l'université des arts de Berlin, puis travaille comme sculpteur et architecte. Il a un premier contact avec le cinéma lorsqu'il fait le portrait de l'actrice Aenne Ullstein pour le film Die Taifunhexe. En 1926, il devient l'assistant de Franz Schroedter et de Hermann Warm, en 1932, il est le second architecte à côté de Schroedter. Avec lui, Haag conçoit jusqu'en 1945 les décors des productions de Carl Froelich.
Après la Seconde Guerre mondiale, il revient un temps à l'architecture, puis au cinéma, en 1948. Jusqu'à ses 60 ans, il reste chef décorateur en indépendant, collaborant notamment avec Hans Abich et Rolf Thiele. Il prend sa retraite à 70 ans.

## Filmographie
- 1932 : Gitta entdeckt ihr Herz
- 1932 : Ganovenehre
- 1933 : Der Zarewitsch
- 1934 : Le policier Schwenke
- 1935 : Liselotte von der Pfalz
- 1936 : Der Raub der Sabinerinnen
- 1936 : Wenn der Hahn kräht
- 1937 : Die Umwege des schönen Karl
- 1938 : Quatre Filles courageuses
- 1940 : Marie Stuart
- 1941 : Der Gasmann
- 1941 : Le Chemin de la liberté
- 1941 : Zwischen Himmel und Erde
- 1942 : Hochzeit auf Bärenhof
- 1943 : Le Foyer perdu
- 1943 : Famille Buchholz
- 1943 : Neigungsehe
- 1948 : Liebe 47
- 1949 : Amico
- 1949 : Nachtwache
- 1949 : Docteur Praetorius
- 1949 : Meine Nichte Susanne
- 1950 : C'est arrivé un jour
- 1951 : Unsterbliche Geliebte
- 1951 : Veronika, die Magd
- 1951 : Mein Freund, der Dieb
- 1951 : Primanerinnen
- 1952 : Der Tag vor der Hochzeit
- 1953 : Die blaue Stunde
- 1953 : Geliebtes Leben
- 1953 : Tant que tu m'aimeras
- 1953 : Königliche Hoheit
- 1954 : Elle
- 1955 : Ingrid: Die Geschichte eines Fotomodells
- 1954 : Gestatten, mein Name ist Cox
- 1955 : Mamitschka
- 1955 : Die Barrings
- 1955 : Nacht der Entscheidung
- 1956 : Friederike von Barring
- 1956 : Pour l'amour d'une reine
- 1957 : Der gläserne Turm (de)
- 1958 : Vater, Mutter und neun Kinder
- 1958 : Chiens, à vous de crever !
- 1959 : Des roses pour le procureur
- 1959 : Natürlich die Autofahrer (de)
- 1959 : Drillinge an Bord (de)
- 1959 : L'Ombre de l'étoile rouge
- 1960 : Der letzte Fußgänger (de)
- 1960 : Im Namen einer Mutter
- 1960 : Fabrique d'officiers S.S. (de)
- 1962 : Im echten Manne ist ein Kind (TV)
- 1962 : Der Mann im Fahrstuhl (TV)
- 1963 : Moral 63
- 1963 : Ferien vom Ich (de)
- 1964 : Die schwedische Jungfrau (de)
- 1965 : Die Gegenprobe (TV)
- 1966 : Comment j'ai appris à aimer les femmes
- 1967 : Die Lümmel von der ersten Bank: Zur Hölle mit den Paukern

## Crédit d'auteurs
- (de) Cet article est partiellement ou en totalité issu de l’article de Wikipédia en allemand intitulé « Walter Haag » (voir la liste des auteurs).